# حارشة متباينة الأرجل
حارشة متباينة الأرجل (الاسم العلمي: Psorophora varipes) هي نوع من الحشرات تتبع جنس الحارشة من فصيلة البعوضيات.